# Alfredo il Grande (film)
Alfredo il Grande (Alfred the Great) è un film del 1969 diretto da Clive Donner.

## Trama
Il giovane Alfredo vorrebbe vivere un'esistenza da monaco, ma alla morte del fratello, il re Etelredo, è costretto a prendere il suo posto e a sostenere la lotta contro i danesi che hanno invaso il Wessex.
In seguito per garantirsi un erede sposa la figlia del re di Mercia da cui ha un figlio.
Ma i danesi rapiscono la donna e rompono i patti con i sassoni, che organizzano subito la resistenza, trovandosi in minoranza.